# Giuseppe Antonio Zacchia Rondinini
Giuseppe Antonio Zacchia Rondinini (castelo Vezzano, 22 de fevereiro de 1787 - Roma, 26 de novembro de 1845) foi um cardeal italiano.

## Biografia
Nasceu em castelo Vezzano em 22 de fevereiro de 1787, no castelo Vezzano, diocese de Luni-Sarzana. Quarto filho do Marquês Francesco Zacchia e Caterina Ferrari. Parente distante dos cardeais Paolo Emilio Zacchia (1599); Laudivio Zacchia (1626); e Paolo Emilio Rondinini (1643). Seu sobrenome também está listado apenas como Rondinini.
Estudou no Collegio de Lucca; enquanto estudava em Lucca, foi obrigado a se mudar para Paris para fazer parte da Guarda Imperial, mas acabou sendo dispensado por motivos de saúde; e também estudou na Universidade La Sapienza, em Roma, onde obteve o doutorado em filosofia e diritto delle genti em 1810.
Secretário de Mons. Tassoni na Sagrada Rota Romana, outubro de 1814. Referendário dos Tribunais da Assinatura Apostólica da Justiça e da Graça, 15 de fevereiro de 1816. Relator da SC do Bom Governo, 9 de março de 1816. Vice-legado na Romagna, 21 de novembro , 1816. Nomeado protonotário apostólico, 30 de abril de 1817; inscrito no colégio de protonotários apostólicos em 29 de abril de 1817. Governador em Ascoli Piscena em 28 de novembro de 1818. Governador em Fermo em 21 de março de 1821; e em Frosinone, 17 de maio de 1821. Destinado a Spoleto, foi nomeado governador em Viterbo, em 23 de abril de 1823. Relator da Sagrada Consulta , 1824. Vigário da basílica de S. Pietro em Damaso, Roma, 5 de abril de 1829 ; confirmado, 1833. Auditor da Sagrada Rota Romana, 1829. Durante a sede vacantedo Papa Pio VIII, o Sacro Colégio dos Cardeais o enviou como pró-legado à Romagna, em 4 de dezembro de 1830. Cavaleiro da Ordem Soberana de Malta, em 29 de janeiro de 1835. Vigário do Cardeal Carlo Odescalchi, arcipreste da basílica patriarcal da Libéria , 1835. Recebeu o subdiaconato em 20 de julho de 1841; diaconato, 25 de julho de 1841.
Foi ordenado domingo, 26 de julho de 1841, pelo cardeal Giacomo Luigi Brignole; celebrou sua primeira missa no altar da capela Borghese na basílica patriarcal da Libéria, em Roma. Governador de Roma, vice-camerlengo da Santa Igreja Romana e Diretor-geral da polícia, de 25 de janeiro de 1842 até 21 de abril de 1845.
Criado cardeal e reservado in pectore no consistório de 22 de julho de 1844; publicado no consistório de 21 de abril de 1845; recebeu o gorro vermelho e a diaconia de S. Nicola em Carcere, 24 de abril de 1845.
Morreu em Roma em 26 de novembro de 1845, de uma mentira indisposizione, mal curate, in un coropo già molto affievolito , Roma. Exposto na igreja de S. Marcello, em Roma, onde teve lugar o seu funeral a 1 de dezembro de 1845; e sepultado em sua diaconia, S. Nicola in Carcere, no braço esquerdo da cruz junto ao altar de S. Nicola.